# Calyptella flava
Calyptella flava är en svampart som beskrevs av Singer 1978. Calyptella flava ingår i släktet Calyptella och familjen Marasmiaceae.   Inga underarter finns listade i Catalogue of Life.